# NGC 5296
NGC 5296 في الفهرس العام الجديد، هي مجرة، تقع في كوكبة السلوقيان. اكتشفت في 3 مايو 1850 بواسطة ويليام بارسونز.

## روابط خارجية
- NGC 5296 على موقع ويكي سكاي: DSS2, SDSS, GALEX, IRAS, Hydrogen α, X-Ray, Astrophoto, Sky Map, Articles and images